# Galoubet

Galoubet Ferdinand Bain

Le galoubet fait partie de la famille des flûtes à bec à une main et à trois trous (accompagnées d'une percussion, comme le tambourin), dont on trouve des représentants en Provence et là où les tambourinaires se sont installés . Le terme de « galoubet » est ancien : la première itération connue de ce mot est due à  Sauveur-André Pellas, auteur d'un dictionnaire provençal-français en 1723.

## Historique

Galoubet de Ferdinand Bain (fin XIXe - début XXe siècle), origine du « ton de Fabre ».

Du Moyen Âge à la Renaissance, le galoubet est prédominant en pays d'Oc  (cf. Virdung, T. Arbeau). Ses quatre notes fondamentales sont espacées d'un ton, un ton et un demi ton (1-1-1/2). Du fait de cet accord, la gamme chromatique est jouable, mais avec difficulté. Plusieurs instruments de ce type ont été retrouvés (dans l'épave de la Mary Rose par exemple, qui a coulé au XVIe siècle). Les tambourinaires anglais (Morris pipers) ont conservé également cet accord, comme Poul Høxbro. En Provence, cet instrument est de nouveau popularisée par Frédéric Mistral, qui écrit la préface au livre de Jacinte Morel Lou galoubet en 1862 . 
De Renaissance à la Révolution française, une autre flûte de tambourin est jouée, accordée différemment (1 ton - 1/2 ton -1 ton), qu'on nomme aujourd'hui « flûtet baroque » ou « flûtet en dièses » (en effet, contrairement au galoubet moderne, les pièces aisément jouables sur cet instrument sont écrites dans des tonalités comportant plusieurs dièses à la clef : ré ou la majeurs principalement). Cet accord, proche de celui du txistu, ne permet pas non plus de jouer toutes les notes. Des compositeurs de musique baroque champêtre parisiens lui ont offert de belles pages : Marchand, Lemarchant, Lavallière, etc. Six exemplaires anciens sont connus, dont plusieurs d'origine parisienne. L'encyclopédie de Diderot et d'Alembert (édition de 1757) cite une flûte de tambourin, puis un flûtet de tambourin dans l'édition de 1760 . Ce flûtet baroque a été reconstitué grâce aux travaux de Maurice Guis, Marius Fabre ou Gérard Superbe.
Depuis la révolution française, un autre accord s'est imposé pour donner naissance au galoubet moderne. Les quatre notes fondamentales sont toutes espacées d'un ton (mi bémol - fa - sol -la). Tous les chromatismes sont alors obtenus à l'aide de demi-trous. C'est sans doute cette possibilité nouvelle qui a fait que ce système s'est très rapidement répandu. Aujourd'hui c'est de très loin l'instrument le plus usité, les deux autres n'étant joués que par quelques (anciens) élèves des différents conservatoires du sud de la France qui proposent l'étude de ces instruments anciens.
Cet instrument est un pilier de la culture folklorique provençale actuelle. Outre le répertoire ancien dans lequel il trouve sa place, il est également utilisé dans plusieurs pièces contemporaines (Robayats, Ballata, Cintâmanide Jean-Baptiste Giai pour flûtet « Renaissance » et violoncelle), ainsi que dans de nombreuses compositions classiques.

## Facture
Le galoubet est tourné dans des bois durs. Les principales essences utilisées sont le buis, l'olivier, le palissandre et l'ébène. L'instrument est le plus fréquemment tourné d'une seule pièce bien que des galoubets constitués d'un sifflet et d'une partie du corps et de pieds interchangeables existent (ce qui permet de n'avoir qu'un galoubet au lieu de 3). Certains instruments sont rehaussés d'incrustations de bois d'essences différentes du reste du corps, de métaux (étain, argent, etc.) ou d'ivoire pour les instruments plus anciens.
On peut distinguer principalement trois parties dans un galoubet. Le sifflet (qui comprend le bec, le canal, la languette, le biseau et la fenêtre), le corps du galoubet percé de ses trois trous (deux sur le dessus pour l'index et le majeur, un sur le dessous pour le pouce) et du pavillon (séparé du reste du corps par une virole) qui aide au maintien de l'instrument.
Le plus répandu est le galoubet en si (appelé « ton de Saint-Barnabé ». Cette tonalité particulière est liée au facteur d'instrument Marius Fabre (1909-1999) qui, en 1924, se mit à fabriquer des galoubets en se basant sur un modèle de Ferdinand Bain. Celui-ci était un facteur peu consciencieux qui faisait tourner ses galoubets par des tourneurs qui ne respectèrent pas forcément le diapason courant. Cette tonalité étrange a perduré et est restée quasiment la seule jusqu'aux années 1970. ; il existe également en si bémol (peu répandu aujourd'hui, mais apprécié des tambourinaires de la fin du XIXe siècle entre Marseille et Toulon - parfois appelé ton d'Aubagne), en la, ut (pas transpositeur celui-ci), sol, etc.

## Tonalités

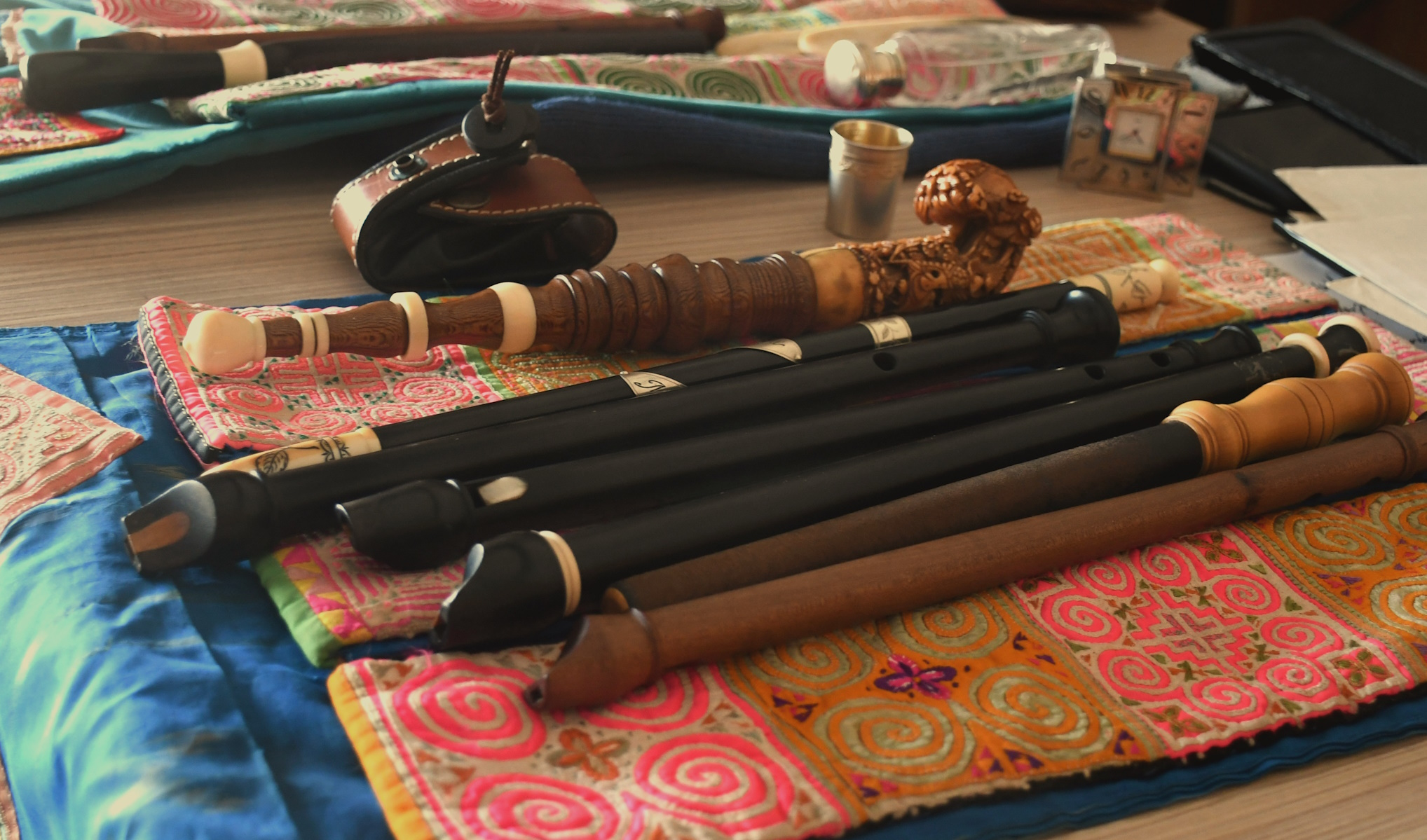
Du plus près au plus loin: galoubet en ut, batte de tambourin à cordes, galoubet en si (diapason la = 440Hz), galoubet en si traditionnel dit "Saint-Barnabé"(diapason la = 415Hz), deux massettes. Coll. A.Gabriel. Facteur des galoubets : G.Superbe

A part l'instrument en ut, le galoubet est un instrument transpositeur. Dans les musiques folklorique et traditionnelle, il interprète le plus souvent des partitions en si bémol majeur, mi bémol majeur, fa majeur ou do majeur. Le nom d'usage du galoubet est donné en fonction de la correspondance entre un "do" joué au galoubet en question et la note que l'on entend réellement (celle que l'on entendra au piano). Par exemple, un galoubet dit "en La" est un galoubet qui, lorsque l'on joue un « do » au galoubet on entendra un « La » au piano. Les tonalités usitées dans l'ordre des hauteurs décroissant sont ainsi :
- le galoubet en Ré aigu
- le galoubet en Ut (non transpositeur)
- le galoubet en Si "naturel" (correspondant au  au diapason la 440hz, très utilisé par des ensembles accompagnés au piano ou à l'orchestre)
- le galoubet en Si "Saint Barnabé" ou "Ton de Fabre" (tonalité la plus courante dans la musique traditionnelle). Ce galoubet est accordé à un diapason plus bas que la 440 hz, correspondant à peu près à un diapason baroque (la 415 Hz).
- le galoubet en Si bémol
- le galoubet en La (également très courant lorsqu'il s'agît de jouer dans les tonalités de sol majeur ou ré majeur)
- le galoubet en Sol
- le galoubet en Fa (très rare)
- le galoubet en Ré grave
- le galoubet en La grave (expérimental)
Les galoubets les plus utilisés sont ceux en ré, ut, si naturel, si Saint Barnabé et la.

## Maintien

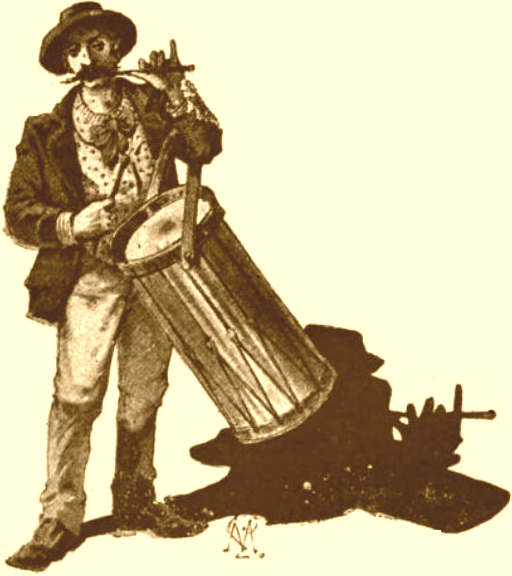
Tambourinaire avec galoubet et tambourin par Alphonse Daudet.

Le galoubet est une flûte à bec en bois d'une trentaine de centimètres, jouée de la main gauche, et toujours accompagnée du tambourin, un tambour très allongé dont le timbre est situé sur la peau de frappe, et qui est « touché » à l'aide d'une massette tenue dans la main droite.
Le galoubet est tenu entre l'annulaire et l'auriculaire, qui restent fixes. Les trois autres doigts de la main gauche (pouce, index et majeur) venant boucher ou non les trois trous de l'instrument pour composer les différentes notes.
Une des difficultés du jeu, outre l'importance et le contrôle du souffle, est d'acquérir une indépendance suffisante des deux mains pour jouer la mélodie de la main gauche, tout en assurant l'accompagnement rythmique de la main droite, qui peut être très élaboré.

## Jeu
La tessiture du galoubet se situe deux octaves au-dessus de la clef de sol, ce qui produit un timbre très perçant. Son ambitus couvre facilement une douzième (une octave plus une quinte) grâce au principe des notes harmoniques : avec un même doigté, le musicien peut obtenir plusieurs notes en soufflant plus ou moins fort.
Par exemple, en bouchant tous les trous à l'aide du pouce (trou du dessous), de l'index et du majeur (pour les trous du dessus) on peut obtenir, en soufflant très doucement, la note la plus grave possible, le Fa (c'est le nom de la note lue non celle entendue, le galoubet étant un transpositeur). Les quatre notes fondamentales obtenues en ouvrant les trois trous de l'instrument (Fa, Sol, La, Si graves) sont très peu sonores et ne sont pas employées en dehors de quelques rares pièces contemporaines (Patrice Conte, Jean-Baptiste Giai, Pierre Guis par exemple).
Le jeu normal du galoubet ne se fait pas sur ces notes fondamentales, mais principalement sur les trois harmoniques supérieures, voire au-delà. À partir d'un doigté donné (par exemple celui du « Fa » grave, tous trous bouchés), le tambourinaire peut sélectionner les différentes harmoniques en soufflant plus ou moins fort : le Fa à l'octave de la fondamentale (harmonique 2), puis le Do (harmonique 3), le Fa de l'octave supérieure (harmonique 4), et le cas échéant le La (harmonique 5) et de nouveau, le Do(harmonique 6). Ces harmoniques successives sont celles des sonneries d'un clairon.
Partant de la seconde harmonique et du Fa, le joueur peut donc monter la gamme majeure en libérant successivement les trous de la flûte : Mi bémol, Fa (en libérant l'index), Sol (libérant le majeur) et la (libérant le pouce) ; puis en passant à la troisième harmonique les mêmes doigtés produisent les notes à la quinte des précédentes :Si bémol (tout fermé), Do (sans l'index), Ré(libérant le majeur) et Mi naturel(libérant le pouce). Le Mi bémol supérieur peut également être produit sur la quatrième harmonique (en fermant tous les trous), et sur cette harmonique les doigtés produisent ensuite les notes à l'octave de celles de la seconde harmonique.
De plus, comme dans le jeu d'une flûte classique, toutes les notes peuvent s'obtenir en employant éventuellement des demi-trous : tous les chromatismes sont accessibles.

## Expressions

### Expression folklorique traditionnelle
Le galoubet-tambourin est aujourd'hui très utilisé dans les groupes traditionnels provençaux, ou ensembles folkloriques ; il est associé à des spectacles ou des festivités populaires.
Il recourt alors principalement à un répertoire codifié par l'aixois François Vidal vers 1864, qui visait à se rapprocher du courant de "renaissance Mistralienne". Cette pratique populaire et traditionnelle s'étend à des ensembles uniquement musicaux de tambourinaires, dont l'histoire remonte pour certains au début du XXe s., comme "Li Cigaloun Arlaten", "Li Tambourinaire Sestian", etc.
Par ailleurs des modes d'expressions variés divergent de cette pratique folklorique.

### Autres modes d'expression
Dans les années 1950, le compositeur Henri Tomasi écrit une Sinfonietta Provençale, comportant un air pour galoubet-tambourin seul, le Tombeau de Mireille. Cette œuvre est créée à Paris en 1959.
Au début des années 1970, deux ensembles ouvrent la voie, d'une part aux musiques anciennes, d'autre part aux musiques actuelles d'inspiration traditionnelle : Les Musiciens de Provence, fondés par Maurice Guis, Maurice Maréchal, René Nazet, André Gabriel, Marie-José Morbelly..., et l'ensemble Mont-Joia, autour de Patrice Conte, J.-M.Carlotti, J.-N.Mabelly, F.Dupont, Michel Bianco.
L'introduction du galoubet-tambourin dans les Conservatoires de musique régionaux, comme l'Institut d’Enseignement Supérieur de la Musique – Europe et Méditerranée (IESM) d'Aix-en-Provence (professeur Maurice Guis), le  Conservatoire Pierre Barbizet de Marseille ou l'ENM d'Avignon (professeur André Gabriel), a permis d'aborder des répertoires classiques et de redécouvrir les partitions traditionnelles antérieures à 1850 (Arnaud, Chateauminois, Imbert, Gardon, etc.). Le développement des stages de musiques par les fédérations folkloriques (Fédération folklorique méditerranéenne, Rode de Basse-Provence, etc.) a également permis de mettre en avant ces répertoires. Conservatoires et associations régionales permettent ainsi de former une nouvelle génération d'interprètes de l'instrument.
L'Académie du Tambourin propose quant à elle depuis 1989 une perspective historique du répertoire traditionnel du galoubet-tambourin jusqu'à nos jours, à travers une esthétique concertante (créations avec l'orchestre de Cannes-PACA, direction Philippe Bender, en 1993 par exemple).
De nouvelles voies sont explorées dans un mouvement abordant un large éventail de styles par Miquèu Montanaro, dans ses différents ensembles, et par ses élèves ou anciens élèves, ou par Jean-Baptiste Giai et son ensemble Archemia (compositions contemporaines, musique de chambre), ou par bien d'autres encore : Alain Bravay  et sa classe du Conservatoire d'Orange, musiques anciennes notamment), Serge Icardi (conservatoire de Toulon Côte d'Azur), Gaël Ascaso et Guilhem Robin(ensemble Tamb-rock), Sébastien Bourrelly (ensemble Lei Gabian...), Florian Mesureux, Benjamin Mélia (Bélouga Quartet), Henri Maquet (Delta Sònic), Olivier Lyan, Jean-François Gérold (et l'ensemble Le Condor), Bernard Rini, Michel Georges... Thibaut Plantevin, auteur d'un abondant répertoire de chansons, utilise le galoubet-tambourin au sein de la formation de son père Jean-Bernard Plantevin.
Le galoubet est également employé dans plusieurs œuvres baroques. Le tambourinaire André Gabriel est, par exemple, invité à jouer Les Fêtes d'Hébé, Les Indes Galantes et Les Paladins de Rameau avec l'ensemble d'instruments anciens Arts Florissants de William Christie .

## Variantes locales
De nombreuses variantes du galoubet existent de par le monde et portent des noms locaux variés :
- txülüla en Soule ;
- flabuta en Gascogne ;
- chirula et flûte d'Ossau en Béarn ;
- flaviol, fluviol ou flabiol en Catalogne ;
- silbo, xipla, pito, txistu ou txirula au Pays basque espagnol ;
- flauta ou gaita en Huelva (Andalousie), flauta rociera, gaita rociera ou Pito rociero (es) en Romería del Rocío (Andalousie) ;
- chifla ou pitu en province de León ;
- silbu en Cantabrie ;
- chiflo et miniflauta (« miniflûte ») en Aragon.

Le flageolet et le pipeau n'appartiennent pas à la même catégorie que le galoubet, du fait d'un nombre de trous et d'une manière de jouer différents.

### Discographie
- Divertissement classique à la provençale, Maurice Guis, galoubet-tambourin et vielle à roue, Chantal de Zeeuw, orgue.
- Le tambourin témoin de son temps, Académie du Tambourin.
- Le tambourin témoin de son temps Vol.II, Académie du Tambourin.
- Morceaux choisis pour une aubade, Ensemble musical provençal Bernard Rini.
- Petites pièces du terroir marseillais, Ensemble musical provençal Bernard Rini.
- Voyage autour d'un pupitre, Académie du Tambourin.
- Tambourinaire, Montanaro Buda Musique.
- France.Le Galoubet-Tambourin.Musique d'hier et d'aujourd'hui, Ocora Radio France André Gabriel & Montanaro
- Raga Tambourin, Montanaro Nord-Sud.
- Da Vinci Codex, Belouga Quartet, 2018

### Filmographie
- Les riches heures du tambourin de Provence, 2001, Académie du Tambourin.

### Liens connexes
- Flûte
- tambourin
- Maurice Maréchal
- André Gabriel
- Les Musiciens de Provence